# Kurklinik Rosenau
Kurklinik Rosenau ist eine Krankenhausserie von Sat.1. Schauplatz ist ein Kursanatorium in dem fiktiven Ort Mürrenberg. 40 Episoden wurden zwischen 1996 und 2005 montags im Abendprogramm beziehungsweise samstags morgens ausgestrahlt.

## Handlung
Prof. Dr. Gerd Bernhardt und Oberarzt Dr. Klaus Tannert sind die Leiter der Kurklinik Rosenau in Mürrenberg. Die Klinik ist bei den Kurgästen sehr beliebt, denn sie verfügt über modernste Behandlungsmethoden, Sport- und Fitness-Anlagen. Die Ärzte nehmen sich viel Zeit und wenden neben klassischen auch ganzheitlich Heilmethoden an. Probleme haben die beiden Anstaltsleiter mit Bernhardts Stiefsohn Dr. André Larisch, der den Chefposten anstrebt und die Klinik gerne in eine profitable Schönheitsfarm umwandeln möchte. Er findet Unterstützung bei dem Marketingleiter Dr. Harald Cramm. Verwaltungschefin und zunächst Freundin von Tannert ist Marion Dieckhoff. Sie hilft Tannert bei der Erziehung der Kinder seiner bei einem Autounfall umgekommenen Schwester. Kathi Gutschke ist die Oberschwester und führt ein strenges Regiment.

## Hintergrund
Die ersten 27 Folgen (Staffeln 1 und 2) liefen 1996 und 1997. Weitere 13 Episoden (Staffel 3) wurden 2005 ausgestrahlt.

## Gastdarsteller
Gastdarsteller waren unter anderen Rainer Basedow, Anja Knauer, Lisa Kreuzer, Karin Thaler, Sabine Kaack, Andrea L’Arronge, Dietrich Mattausch, Ingo Naujoks, Elisabeth Wiedemann, Ralf Wolter, Volkert Kraeft, Walter Plathe und Siemen Rühaak.

## Episoden

### Staffel 1
| Folge | Titel                   | Erstausstrahlung   |
| ----- | ----------------------- | ------------------ |
| 1     | Kurschatten             | 3. Juni 1996       |
| 2     | Die Schmeißfliege       | 29. Juni 1996      |
| 3     | Magersucht?             | 6. Juli 1996       |
| 4     | Blindlings ins Herz     | 13. Juli 1996      |
| 5     | Mutterliebe             | 20. Juli 1996      |
| 6     | Der falsche Mann        | 27. Juli 1996      |
| 7     | Supermann fliegt wieder | 3. August 1996     |
| 8     | Am seidenen Faden       | 10. August 1996    |
| 9     | Verleumdung             | 17. August 1996    |
| 10    | Zwangsurlaub            | 24. August 1996    |
| 11    | Tanz der Gefühle        | 31. August 1996    |
| 12    | Dick liebt Dünn         | 7. September 1996  |
| 13    | Herzversagen            | 14. September 1996 |
| 14    | Sturzgeburt             | 21. September 1996 |

### Staffel 2
| Folge | Titel                      | Erstausstrahlung   |
| ----- | -------------------------- | ------------------ |
| 15    | Der letzte Auftritt        | 8. September 1997  |
| 16    | Der verlorene Sohn         | 15. September 1997 |
| 17    | Ein alter Freund           | 22. September 1997 |
| 18    | Ein positives Leben        | 29. September 1997 |
| 19    | Auf Schritt und Tritt      | 6. Oktober 1997    |
| 20    | Gottes Wege                | 13. Oktober 1997   |
| 21    | Schlechte Nachrichten      | 20. Oktober 1997   |
| 22    | Zwischen Hoffen und Bangen | 27. Oktober 1997   |
| 23    | Der lange Abschied         | 3. November 1997   |
| 24    | Blindflug                  | 10. November 1997  |
| 25    | Glück im Unglück           | 17. November 1997  |
| 26    | Zu nichts mehr nütze       | 24. November 1997  |
| 27    | Die Rettung                | 1. Dezember 1997   |

### Staffel 3
| Folge | Titel                            | Erstausstrahlung |
| ----- | -------------------------------- | ---------------- |
| 28    | Ende einer Kindheit              | 26. März 2005    |
| 29    | Auf den Spuren des Terminators   | 2. April 2005    |
| 30    | Die Entscheidung                 | 9. April 2005    |
| 31    | Falscher Verdacht                | 15. April 2005   |
| 32    | Eine Liebe mit Folgen            | 23. April 2005   |
| 33    | Die Geschichte des kleinen Hutes | 30. April 2005   |
| 34    | Frauenfeindschaft                | 7. Mai 2005      |
| 35    | Atemnot                          | 14. Mai 2005     |
| 36    | Der Traum vom Fliegen            | 21. Mai 2005     |
| 37    | Gipsy                            | 28. Mai 2005     |
| 38    | Angezählt                        | 4. Juni 2005     |
| 39    | Auf den Barrikaden               | 11. Juni 2005    |
| 40    | Der Märchenprinz                 | 18. Juni 2005    |